# محمد: حياته مبنية على المصادر المبكرة (كتاب)
محمد: حياته مبنية على المصادر المبكرة هي سيرة للنبي محمد 1983 كتبها مارتن لينجز.

## نظرة عامة
يقدم الكتاب رواية جديدة عن السيرة أو حياة الرسول محمد ، مع تفاصيل لم يتم تفصيلها في روايات أخرى. ويستند في المقام الأول إلى مصادر عربية قديمة تعود إلى القرن التاسع، تُترجم بعض المقاطع منها لأول مرة. هذا لا يتعارض مع المصادر الأخرى ولكنه يقدم رؤى جديدة وتفاصيل جديدة. يتضمن الكتاب أيضًا مقتطفات من الترجمات الإنجليزية الأصلية لخطب الرجال والنساء الذين عاشوا بالقرب من النبي محمد، وسمعوه يتكلم، وشهدوا أفعاله، وشهدوا طريقة تفاعله مع المواقف وشهدوا الأحداث التي واجهها طوال مراحل حياته المختلفة.
الكتاب عبارة عن قصة عن تاريخ الجزيرة العربية وولادة وحياة النبي محمد. تتكون السيرة الذاتية من 85 فصلاً قصيرًا، بعضها قصير يصل إلى صفحتين فقط. يتعامل كل فصل مع حدث مهم في تاريخ الإسلام ويقدم سياقًا زمنيًا لمجيء الدين، بالإضافة إلى معلومات مفصلة عن النبي محمد.  

## طبعة 1991
في عام 1999، نُشرت نسخة منقحة ثانية من الكتاب مع 22 صفحة إضافية، تحتوي على تفاصيل إضافية تتعلق بمساعي النبي محمد بالإضافة إلى حسابات تغطي انتشار الإسلام في سوريا والدول المجاورة المحيطة بشبه الجزيرة العربية. 

## طبعة 2006
قبل وفاة لينغز في عام 2005، تم نشر نسخة منقحة حديثًا من الكتاب مع 22 صفحة إضافية، والتي تضمنت التحديثات النهائية التي تم إجراؤها على النص وأدرجت في محتوياته، والتي تحتوي على تفاصيل إضافية تتعلق بمساعي النبي محمد بالإضافة إلى الحسابات التي تغطي انتشار الإسلام إلى سوريا والدول المجاورة المحيطة بشبه الجزيرة العربية.  

## الجوائز
في عام 1983، تم اختيار الكتاب كأفضل سيرة ذاتية للنبي محمد باللغة الإنجليزية في مؤتمر السيرات الوطني في إسلام آباد. كما تم منح هذا الكتاب جائزة من حكومة باكستان . 
في عام 1990 ، بعد أن جذب الكتاب انتباه جامعة الأزهر، تلقى لينغز زخرفة من الرئيس المصري حسني مبارك. 

## روابط خارجية
- محمد: حياته مبنية على المصادر المبكرة في كتب جوجل